# منطقه حفاظت‌شده سرولات و جواهردشت
منطقهٔ حفاظت‌شدهٔ سرولات و جواهردشت یک منطقهٔ حفاظت‌شده با مساحت ۲۱۳۱۲ هکتار است که در استان گیلان در ایران قرار دارد. این منطقهٔ حفاظت‌شده طبق مصوبهٔ شمارهٔ ۶۵۶ در تاریخ ۱۳۷۸/۱۰/۱۵ در فهرست مناطق تحت حفاظت سازمان محیط زیست ایران قرار گرفت.

## نگارخانه

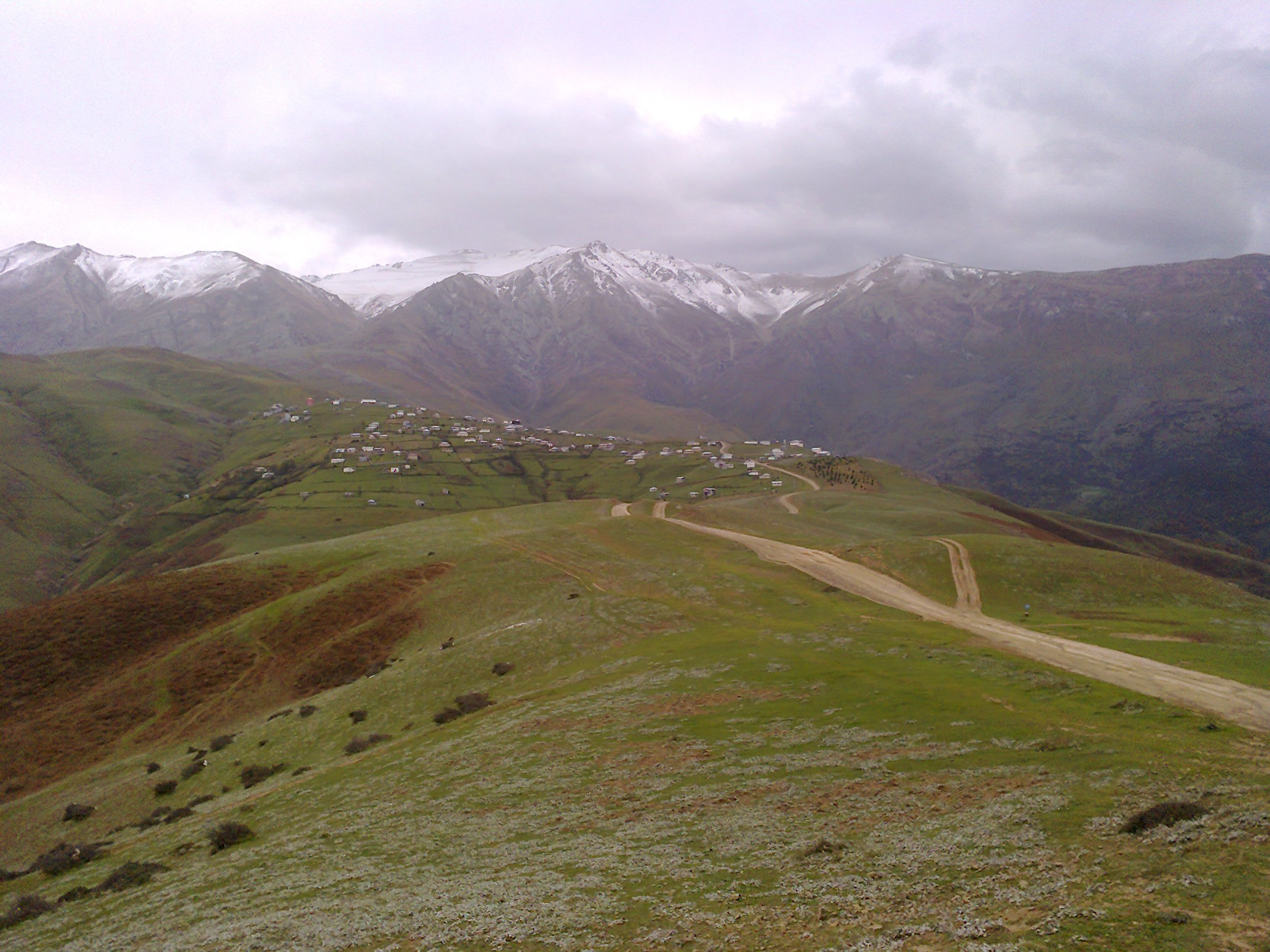
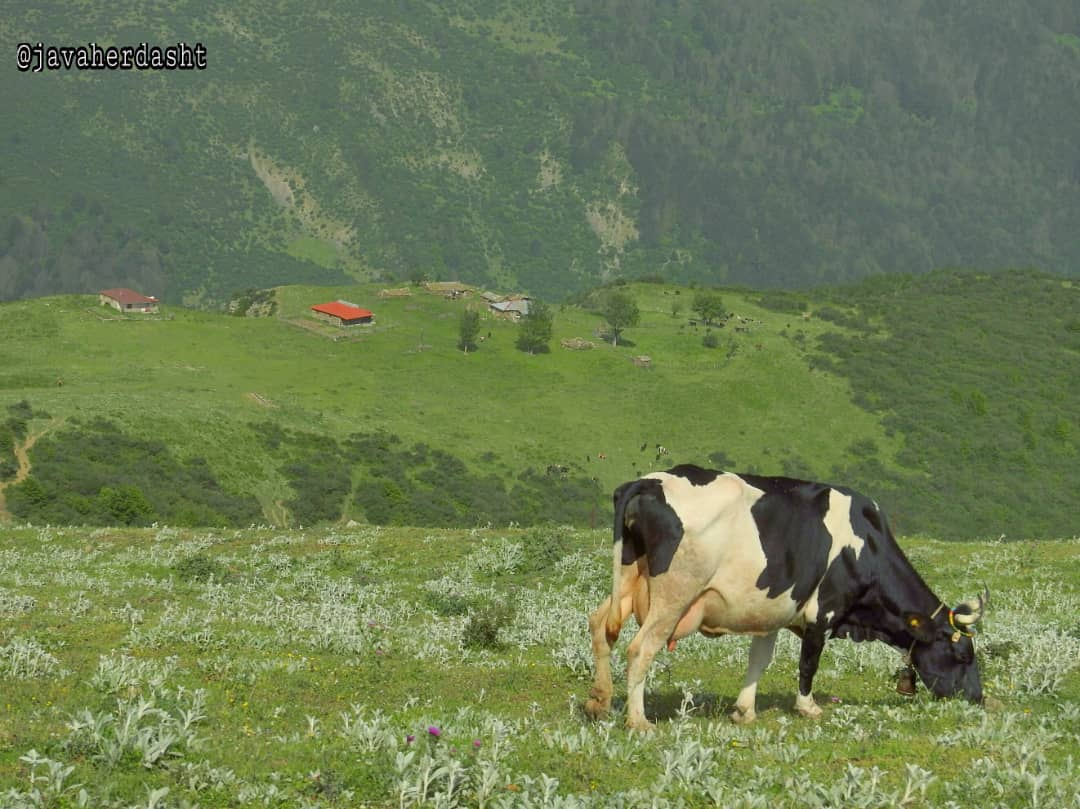
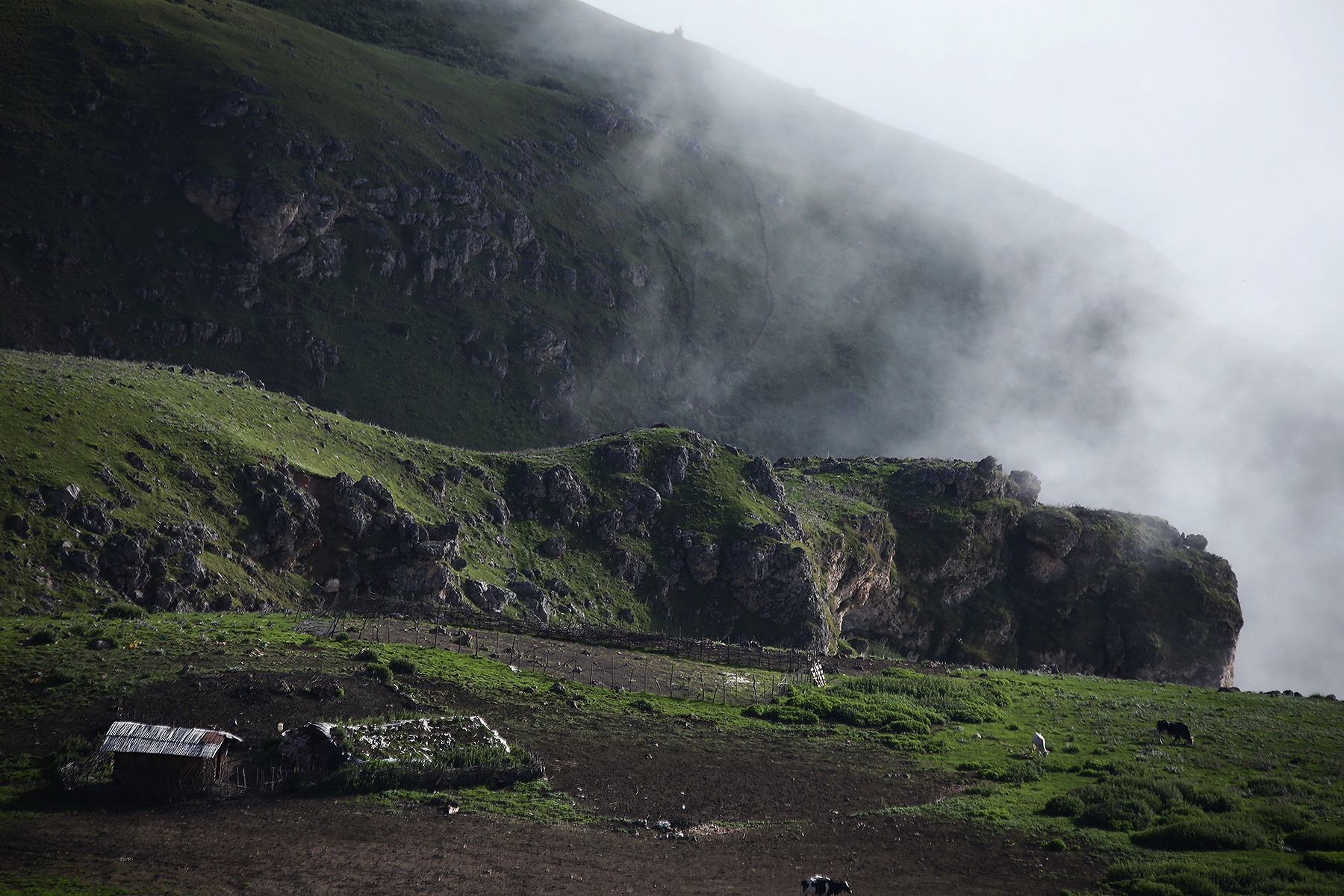
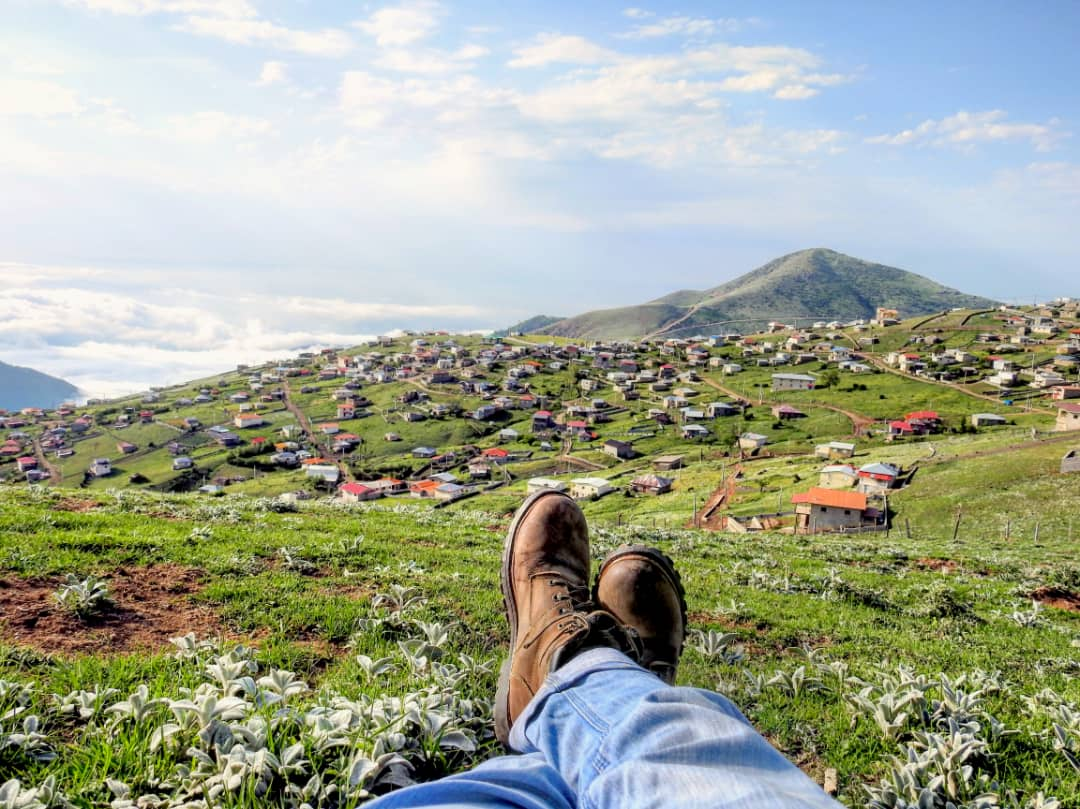